# ホンダ・ピープル

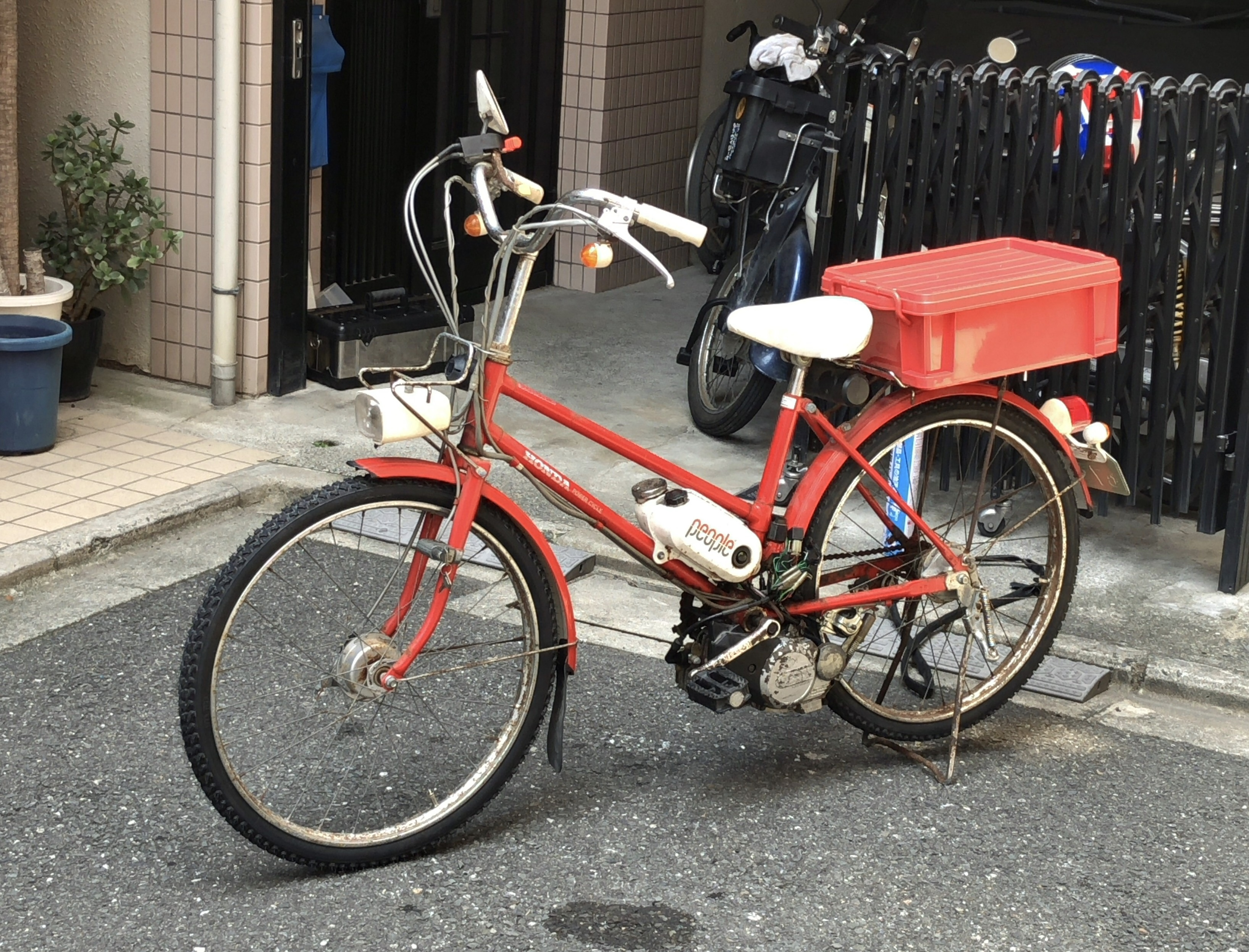
ホンダ・ピープル

ホンダ・ピープル（HONDA people）は、本田技研工業がかつて製造販売していたモペッド（原動機付自転車）である。

## 概要
1984年2月22日発表、同年3月15日発売。型式名A-AB17、機種名PY25DE。
オートバイに馴染みのない高齢・女性層を対象として開発された。1970年代に大ヒットしたロードパルと同様のコンセプトであるが、本田技研工業は自転車用後付けエンジンの製造販売からスタートした歴史があり、モペッドはいわば“創業の原点”と言うべき存在で限りなく自転車に近い外観および1975年に販売終了となったノビオ以来9年ぶりに復活したペダル構造によるエンジン始動とすることで抵抗感を払拭。乾燥重量も24kgまで軽量化させ容易な取り回しをコンセプトとしたモデルである。
その当時でも時代錯誤と見られていた「原動機付き自転車」をあえて発売した背景には、補助動力付き自転車が一般の自転車と同じく無登録・免許不要で乗れる法改正が取りざたされていたことも一因である。
しかし当時の販売店にはHY戦争の結果としてもたらされたスクーターの大量在庫が存在し、大幅な値引販売が行われていた。また発売2年後の1986年には公道走行におけるヘルメット着用義務が原動機付自転車にも適用され、当車種に優位性が見いだせなくなったことで販売は低迷しわずか数年で製造を打ち切られた。

## 車両解説

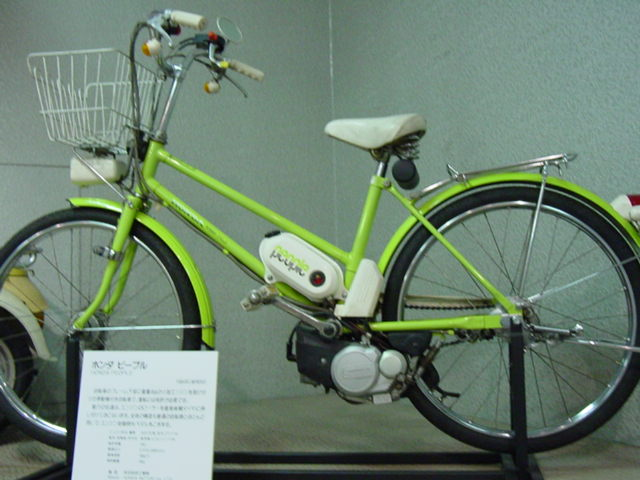
ホンダ・ピープル
旧・交通博物館所蔵車

始動はペダルを漕いだ上で手元のスイッチを操作することで行い、スロットルはグリップではなく右手親指で操作するレバー式であるほか、搭載される排気量24ccのAB17E型空冷2ストロークエンジンは最高出力0.7psと極めて低く補助動力的存在で最高速度は18km/hとされた。
パイプフレームやホイールなど車体は自転車と同様であり、サスペンションは前後ともにリジット式である。
駆動系は、エンジンの駆動軸に直結したローラーが後タイヤを摩擦力により回して動くシステムを採用した。このためエンジン動力とチェーンを介した人力を併用しての走行も可能である。